# Jalai Nur
Jalai Nur (kinesiska: Zhalai Nuo’er) är en sockenhuvudort i Kina. Den ligger i den autonoma regionen Inre Mongoliet, i den norra delen av landet, omkring 1 100 kilometer nordost om regionhuvudstaden Hohhot. Antalet invånare är 107 828.
Runt Jalai Nur är det mycket glesbefolkat, med 2 invånare per kvadratkilometer. Det finns inga andra samhällen i närheten. Trakten runt Jalai Nur består i huvudsak av gräsmarker.
Genomsnittlig årsnederbörd är 446 millimeter. Den regnigaste månaden är juli, med i genomsnitt 127 mm nederbörd, och den torraste är februari, med 6 mm nederbörd.